# Коршуны
Ко́ршуны (лат. Milvinae) — подсемейство ястребиных.

## Этимология
Русское название — коршун, коршак; украинское — шуліка, рябець; болгарское — каня; словацкое krsak, krso — коршун; скорее всего, восходящее к авестийскому — kahrkasa «коршун» и так же, как названия других хищников, содержащее корень *or (ar, er).

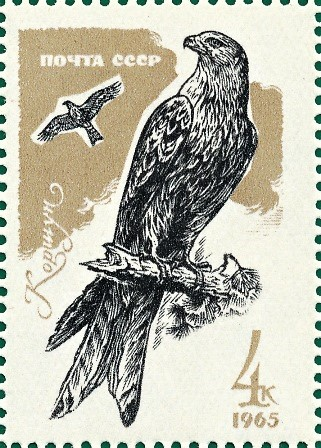
Почтовая марка СССР. 1965. Хищные птицы. Коршун.

Возможно, что слово коршун является результатом огласовки сходного названия хищной птицы крачун, приводимого В. И. Далем (1882) (без объяснения источника заимствования и этимологии), как «заморская хищная птица Circaёtus (змееяд), близкая к орланам, питается гадами». Коршун и змееяд довольно схожи внешне, имеют схожие по размеру и форме крылья, а также схожий спектр питания.
По этимологическому словарю Крылова:
Ко́ршун. Возможно, родственно литовскому karsiu («скрести») и древнеиндийскому karsati («волочит, рвет, тащит»). В этом случает исходное значение — «тот, кто таскает, ворует».
Очень часто в этимологии слова "коршун" используется значение "таскающий" ,"таскающий вор"
Близкие слова есть в тюркских языках, так как, например, в казахском «қаршыға/qarshyga» — означает «ястреб», в языке крымских татар «карчея» — в значении «небольшой орёл», в татарском karsyga, в телеутском — karsiga, чагатском, сагайском — karciga, karsigai, — «ястреб».

## Классификация[4]
Подсемейство включает 7 родов и около 14 видов.
- Род Браминские коршуны (Haliastur)
  - Браминский коршун (Haliastur indus)
  - Коршун-свистун (Haliastur sphenurus)
- Род Черногрудые канюковые коршуны (Hamirostra) (в настоящее время род Hamirostra относят к подсемейству осоедов (Perninae))
  - Черногрудый канюковый коршун (Hamirostra melanosternon)
- Род Зубчатоклювые коршуны (Harpagus)
  - Двузубый коршун (Harpagus bidentatus)
  - Рыжебокий двузубый коршун (Harpagus diodon)
- Род Сизые коршуны (Ictinia)
  - Миссисипский коршун (Ictinia mississippiensis)
  - Сизый коршун (Ictinia plumbea)
- Род Чубатые коршуны (Lophoictinia) (в настоящее время род Lophoictinia относят к подсемейству осоедов (Perninae))
  - Чубатый коршун (Lophoictinia isura)
- Род Настоящие коршуны (Milvus)
  - Чёрный коршун (Milvus migrans)
  - Красный коршун (Milvus milvus)
- Род Коршуны-слизнееды (Rostrhamus)
  - Общественный коршун-слизнеед (Rostrhamus sociabilis)